# コモ県 (ガボン)
コモ県（フランス語: Département du Komo）は、ガボン・エスチュエール州東部の県。県庁はカンゴに置かれている。1975年12月18日の行政改革時に設置された。隣接するコモ＝モンダー県と区別するため、県庁所在地に因んでコモ＝カンゴ県（Komo-Kango）と呼ばれることがある。
面積は9,928km2でエスチュエール州では最も大きい。人口は17,575人（2013年国勢調査）。

## 下位区画
3つのカントン（郡）と1つのコミューン（基礎自治体）から成る。
| 名称       | 現地語名         | 人口 （2013年） |
| ---------- | ---------------- | --------------- |
| コモ郡     | Canton Komo      | 4,946           |
| ボコエ郡   | Canton Bokoué    | 6,810           |
| エンゴン郡 | Canton Engong    | 1,048           |
| カンゴ     | Commune de Kango | 4,771           |